# Біляк Марія
Марі́я Біля́к (17 серпня 1894 — 28 листопада 1970, Дейд-Сіті, Флорида) — українська громадська діячка, була засновницею та головою «Союзу українок» у Городку, член головної управи «Союзу українок» у Львові. Дружина доктора Степана Біляка.

## Життєпис
Була на Конгресі українок у Станиславові 1934 року — з Андрієм Павлієм, Амелією Рубель, Оленою Кисілевською, Євгенією Макарушкою, Міленою Рудницькою, Оленою Шепарович, Єлисаветою Станько.
У вересня 1941 року стала головою товариства «Жіноча Служба Україні».
Реферувала в «Союзі українок» у США.
Публікувалася у виданні «Наше життя», зокрема, в березні 1959.